# Западни хартбист
Западни хартбист (лат. Alcelaphus buselaphus major, енгл. Western hartebeest) је подврста хартбиста, врсте сисара из реда папкара (Artiodactyla) и породице говеда (Bovidae). 

## Распрострањење
Ареал подврсте је углавном ограничен на заштићена подручја у западној Африци и северним деловима средње Африке.

## Угроженост
Ова подврста је на нижем степену опасности од изумирања, и сматра се скоро угроженим таксоном.